# Samsung Health

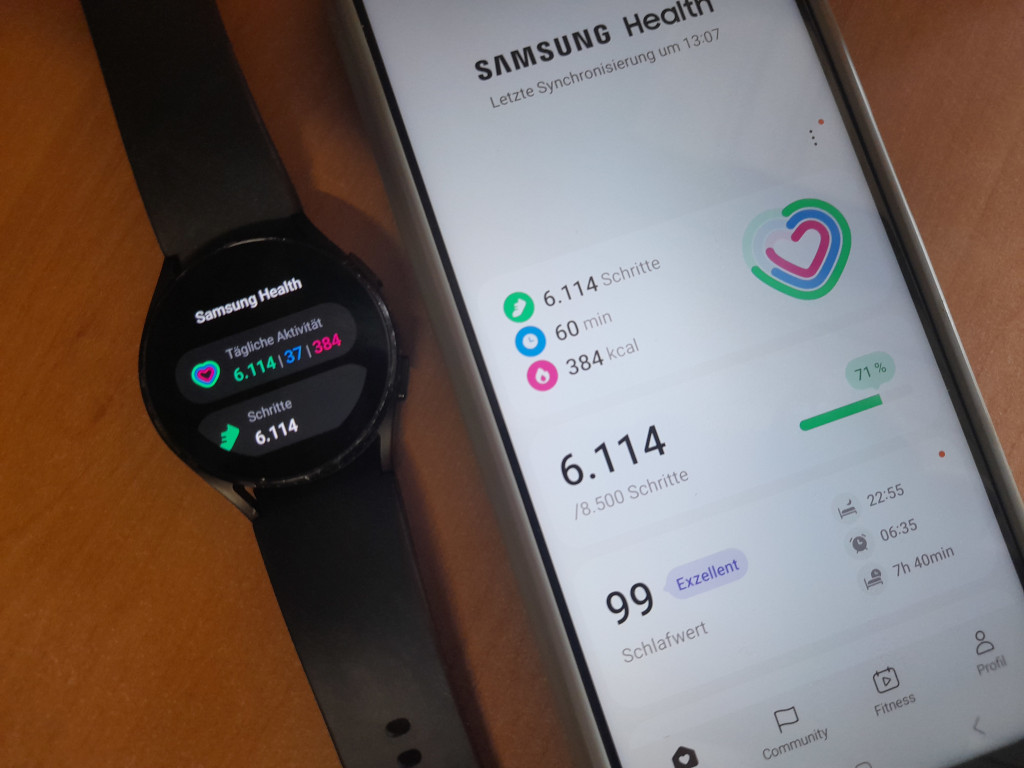
Samsung Health pe un ceas inteligent și un smartphone

Samsung Health este o aplicație mobilă gratuită dezvoltată de Samsung Electronics care servește la urmărirea diferitelor aspecte ale vieții de zi cu zi care contribuie la bunăstare, cum ar fi activitatea fizică, dieta și somnul.
Lansată la 2 iulie 2012, împreună cu noul smartphone emblematic Samsung de atunci, Galaxy S3, aplicația a fost instalată în mod implicit doar pe unele smartphone-uri ale mărcii. De asemenea, aceasta poate fi descărcată din Samsung Galaxy Store și Google Play Store.

## Istoric
De la mijlocul lunii septembrie 2015, aplicația este disponibilă pentru toți utilizatorii Android. Din 2 octombrie 2017, aplicația este disponibilă pentru iPhone începând cu iOS 9.0.
Aplicația este instalată implicit pe unele modele de smartphone Samsung și nu poate fi eliminată fără root. Este posibil să dezactivați această aplicație.
Aplicația și-a schimbat numele din S Health în Samsung Health pe 4 aprilie 2017, când a lansat versiunea 5.7.1.

## Tablou de bord
Tabloul de bord este principalul afișaj al aplicației. Aceasta este principala noutate introdusă în timpul reproiectării aplicației în aprilie 2015 în versiunea 4.1.0. Tabloul prezintă, pe o singură pagină, o prezentare generală a celor mai recente date salvate. În plus, acesta oferă acces direct la fiecare caracteristică. Compoziția și aspectul său sunt personalizabile.

## Caracteristici
Notă: Unele caracteristici sunt urmărite prin testarea cu senzori de telefon sau accesorii de telefon (Fitbit, Galaxy Active, Galaxy Fit etc.), iar unele caracteristici sunt urmărite prin datele introduse de utilizator (alimente/calorii, greutate, cantitate de apă etc.).

### Caracteristici principale
- Stabilirea de obiective sau utilizarea obiectivelor sugerate de aplicație pentru a îmbunătăți rezultatele acesteia
- Pedometru
- Rezumate săptămânale ale principalelor caracteristici
- Urmărirea activității luând în considerare piața și sesiunile sportive
- Monitorizarea dietei (calorii și nutrienți absorbiți)
- Urmărirea greutății
- Monitorizarea somnului

### Alte caracteristici
- Evaluări ale numărului de pași în diferite grupuri (toți utilizatorii, grupe de vârstă sau prieteni)
- Provocări globale
- Crearea de provocări privind numărul de pași
- Măsurarea ritmului cardiac prin hardware dedicat
- Monitorizarea consumului de apă
- Monitorizarea glicemiei
- Măsurarea saturației de oxigen în sânge (SpO2)⁠(d) prin pulsoximetrie prin hardware dedicat
- Monitorizarea/măsurarea stresului

### Măsurarea ritmului cardiac
Disponibilitatea funcției de măsurare a ritmului cardiac coincide cu lansarea Samsung Galaxy S5 care are un senzor încorporat. Această funcție este limitată pentru a lua măsura punctual și în repaus. Același senzor este realizat pentru a măsura, de asemenea, pulsoximetria și nivelurile de stres.
De asemenea, aplicația colectează și afișează valorile de la ceasurile Samsung Galaxy.
Aplicația acceptă, de asemenea, senzori cardiaci de la alți producători. Aceasta poate genera un grafic în funcție de timp al diferitelor frecvențe atinse în timpul unei sesiuni sportive, precum și alte informații, cum ar fi ritmul cardiac mediu și maxim atins.
Pe versiunile Samsung Galaxy S5 / S5 Neo / S6 / S7 / S8 / S9⁠(d) / S10⁠(d) și Edge, precum și pe Galaxy Note 4⁠(d) / 5⁠(d) / 7⁠(d) / FE⁠(d) / 8⁠(d), aplicația poate măsura ritmul cardiac cu ajutorul senzorului de pe spatele dispozitivului. Funcția de măsurare a ritmului cardiac nu este acceptată pe Samsung Note 10 și Galaxy S10e.

### Pedometru
Numărarea pașilor este o caracteristică integrată în Samsung Health odată cu sosirea Samsung Galaxy S4 în aprilie 2013.
Obiectivul implicit este de a ajunge la 10.000 de pași pe zi. Acest număr ar fi o recomandare a Organizației Mondiale a Sănătății, conform Federației Franceze de Cardiologie.
Aplicația calculează și alte date, cum ar fi distanța parcursă, numărul de calorii arse și numărul de pași făcuți într-un ritm bun. Conform informațiilor din aplicație, un ritm bun se obține atunci când se menține o rată de cel puțin 100 de pași pe minut timp de zece minute.
La nivel vizual, putem utiliza datele cu diferite grafice:
- Pe o zi de 24 de ore cu o histogramă care arată activitatea (numărul de pași) în intervale de 24 de minute (60 de intervale de 24 de minute într-o zi)
- Tendințe zilnice, săptămânale și lunare care arată numărul mediu de pași efectuați zilnic.

Puteți alege sursa datelor înregistrate. Fie folosim datele smartphone-ului, fie pe cele înregistrate de un accesoriu Samsung compatibil.

### Fii mai activ
Această funcție măsoară activitatea zilnică exprimată în minute. În mod implicit, aplicația calculează automat timpul de alergare (mai mult de o sută de pași pe minut). Obiectivul de atins este stabilit implicit la șaizeci de minute pe zi.
Puteți înregistra manual o sesiune de activitate (alergare, mers pe jos, drumeție, ciclism). Parametrii specifici, cum ar fi distanța, durata, aspectul traseului, profilul altitudinii, ritmul cardiac, caloriile arse vor fi înregistrați în funcție de activitatea aleasă.
Aplicația Samsung Health consolidează legătura socială între persoanele care gândesc la fel, dezvoltând o comunitate de cooperare și, în ansamblu, îmbunătățind experiența de fitness.

### Provocări globale
Provocările globale au fost adăugate la sfârșitul lunii mai 2017 în versiunea 5.9.0.029. Provocările globale durează o lună, iar obiectivul este de a parcurge 100.000 de pași. Odată ce obiectivul este atins, aplicația vă va acorda o insignă. Fiecare provocare prezintă un animal care „oferă” o varietate de informații.
Acest tabel enumeră toate provocările globale:
| Luna si anul    | Nume         | Animal(e)          |
| iunie 2017      | Broccoli     | vulpe              |
| iulie 2017      | Roșie        | suricata           |
| august 2017     | Avocado      | koala              |
| septembrie 2017 | Plajă        | broască țestoasă   |
| octombrie 2017  | Ceai verde   | panda              |
| noiembrie 2017  | Lumina lunii | bufniță            |
| decembrie 2017  | Zăpadă       | urs polar          |
| ianuarie 2018   | Iglu         | pinguini           |
| februarie 2018  | Spa          | maimuțe/urangutani |
| martie 2018     | Junglă       | papagali           |
| aprilie 2018    | Deșert       |                    |
| mai 2018        | Lavandă      | cerb               |
| iunie 2018      | Broccoli     | vulpe              |
| iulie 2018      | Plajă        | broască țestoasă   |
| august 2018     | Ceai verde   | panda              |
| septembrie 2018 | Roșie        | suricata           |
| octombrie 2017  | Lumina lunii | bufniță            |
| noiembrie 2018  | Avocado      | koala              |
| decembrie 2018  | Zăpadă       | urs polar          |

În următorii ani, provocările globale vor avea loc în aceeași ordine ca în 2018.